# Système nerveux autonome
Pour les articles homonymes, voir SNA.
 (mars 2008).
Si vous disposez d'ouvrages ou d'articles de référence ou si vous connaissez des sites web de qualité traitant du thème abordé ici, merci de compléter l'article en donnant les références utiles à sa vérifiabilité et en les liant à la section « Notes et références ».
Le système nerveux autonome, aussi appelé système neurovégétatif, est la partie du système nerveux périphérique responsable des fonctions non soumises au contrôle volontaire. Il contrôle notamment les muscles lisses (digestion, vascularisation...), les muscles cardiaques, la majorité des glandes exocrines (digestion, sudation...) et certaines glandes endocrines. Le système nerveux autonome contient aussi bien des neurones périphériques que des neurones centraux.
Il est composé de voies afférentes (composées par les ganglions sensoriels crâniens) relayant les informations sensitives, comme les mesures de la pression artérielle ou de la teneur en oxygène du sang. Ces informations convergent au niveau d'un centre intégrateur, le noyau du tractus solitaire, situé dans le système nerveux central. Celui-ci envoie des informations dans les voies efférentes pour modifier par exemple la dilatation des bronches ou la libération de sucs digestifs. 
La partie efférente du système nerveux autonome est divisée en deux composantes aux fonctions antagonistes, le système nerveux orthosympathique et le système nerveux parasympathique. L'appartenance du système nerveux entérique au système nerveux autonome est discutée,.

## Terminologie
Le maintien de l’équilibre du milieu intérieur, ou homéostasie, implique des interactions complexes entre des aspects physiologiques et comportementaux. C'est Langley qui, en 1903, introduit la notion de système nerveux autonome pour décrire la composante du système nerveux chargée de cette fonction, en opposition à des neurones contrôlant volontairement ou consciemment des fonctions telles que le mouvement d’un membre. Langley décrivait le système nerveux autonome comme essentiellement moteur, régulant les glandes sécrétrices, les muscles cardiaques et les muscles lisses des viscères et des vaisseaux sanguins. Il n’y intégrait pas les fibres afférentes (sensitives) qu’il considérait comme mineures et purement somatiques (relayant principalement les sensations comme la douleur).
Cette vision ancienne d’un système nerveux autonome principalement moteur persiste encore. On sait cependant aujourd’hui que la majorité des fibres contenues dans le nerf vague, par exemple, sont sensitives et relaient les sensations viscérales impliquées dans l’homéostasie. Cette nomenclature a de plus été remise en cause, au profit du terme de système nerveux viscéral (Blessing, 1997). Ce terme de système nerveux viscéral est plus approprié car : 
- il caractérise fonctionnellement les neurones qui le composent ;
- le système nerveux viscéral dépend du :
  - système nerveux central avec, d'une part, la régulation opérée par l'hypothalamus, le tronc cérébral et le système limbique, d'autre part, l'influence des émotions,
  - système nerveux somatique avec les afférences des organes des sens, des extérocepteurs et des propriocepteurs[5].

## Organisation
Le SNA forme  le système nerveux périphérique, conjointement avec le système nerveux somatique et le système nerveux entérique. 

### Comparaison entre les systèmes nerveux autonome et somatique
Ce comparatif entre les deux principales composantes du système nerveux périphérique permet de saisir leur spécificité.
|                     | Système nerveux somatique               | système nerveux autonome                                                                             |
| ------------------- | --------------------------------------- | --- |
| voie motrice        | 1 neurone : le motoneurone (myélinique) | 2 neurones : le neurone préganglionnaire (myélinique) et le neurone ganglionnaire (amyélinique)      |
| neurotransmetteurs  | acétylcholine                           | acétylcholine, noradrénaline, adrénaline                                                             |
| effecteurs innervés | muscles squelettiques                   | muscles lisses, muscle cardiaque et glandes                                                          |
| effet               | toujours stimulateur                    | inhibiteur ou stimulateur (quel que soit le neurotransmetteur ou le récepteur situé sur l'effecteur) |

Le SNA peut être divisé en voie sensitive et voie motrice.

### Voie sensitive
Sur le plan sensoriel, il traite, via des récepteurs sensoriels autonomes, les informations en provenance de la sensibilité viscérale (ou intéroceptive) : pression sanguine, dilatation des intestins...
Il reçoit aussi des messages en provenance des afférences du système nerveux somatique (5 sens, neurones sensitifs somatiques).

### Voie motrice
La partie motrice est composée des systèmes sympathique  et parasympathique. Leurs rôles sont différents : ils exercent généralement des effets antagonistes (mais parfois coordonnés voire synergiques) sur les mêmes organes cibles. Leur organisation ainsi que les neurotransmetteurs libérés sont également différents.

#### Similitudes entre les systèmes sympathique et parasympathique
La voie efférente du SNA, qui innerve les différents organes, est constituée de deux neurones l'un à la suite de l'autre, le corps cellulaire du premier étant situé dans la substance grise du système nerveux central ou SNC. Il s'agit du neurone pré-ganglionnaire et son axone sort du SNC pour rejoindre un ganglion dans lequel il entre en contact avec un second neurone. Ce contact est créé par une synapse. Ce neurone, dit ganglionnaire ou post-ganglionnaire envoie son axone vers l'organe cible, avec qui il forme une seconde (et dernière) synapse. Cependant, le qualificatif "post" ganglionnaire n’est pas correct vis-à-vis du neurone car celui-ci dépend de la localisation du corps cellulaire, et non pas celle de l’axone.
De plus, les axones des neurones sympathiques et parasympathiques forment des réseaux nommés plexus. On les trouve dans le thorax, l'abdomen et le pelvis. Des axones de neurones sensitifs autonomes, ainsi que des ganglions sympathiques font également partie des plexus.

#### Différences entre les systèmes sympathique et parasympathique
De manière schématique, la structure du système sympathique est plus complexe.

##### Localisation des 2 corps cellulaires
La localisation des corps cellulaires de ces neurones est différente entre les systèmes sympathique et parasympathique :
- les neurones pré-ganglionnaires sympathiques sont situés dans la corne intermédio-latérale de la moelle épinière thoracique et lombaire. Les neurones ganglionnaires sympathiques sont situés :
  - soit dans des ganglions dits para-vertébraux (ou rachidiens), de chaque côté de la colonne vertébrale, formant la chaîne para-vertébrale des ganglions sympathiques (ou tronc sympathique). Ils sont au nombre de trois,
  - soit dans des ganglions dits pré-vertébraux, en avant de la colonne vertébrale, formant la chaîne pré-vertébrale des ganglions sympathiques (plus précisément, ils sont situés en avant des grosses artères). On en compte quinze ;
- les neurones pré-ganglionnaires parasympathiques sont situés dans le tronc cérébral et la corne intermédio médiale de la moelle sacrée. Les neurones ganglionnaires parasympathiques sont situés en périphérie de l'organe cible (dans un ganglion dit intramural).

##### Trajet des axones
Les différences de trajet des axones découlent des différences de localisation des corps cellulaires citées ci-dessus. En premier lieu, comme les ganglions du système parasympathique sont situés dans ou près de l'organe cible, l'axone du neurone pré-ganglionnaire est long. Comparativement, l'axone du neurone post-ganglionnaire est plus court. À propos du système orthosympathique, comme ses ganglions sont situés à proximité de la colonne vertébrale, l'axone du neurone pré-ganglionnaire destiné à un ganglion orthosympathique thoracique est souvent court. Cette proximité du rachis a pour conséquence une distance parfois importante avec l'effecteur. Par conséquent, l'axone du neurone ganglionnaire souvent est plus long que celui du neurone pré-ganglionnaire. Cette règle comporte néanmoins des exceptions. Ainsi les axones pré-ganglionnaires destinés aux ganglions orthosympathiques cervicaux supérieurs émergent de l'espace intervertébral entre C7 et D1. Puis ils pénètrent dans le ganglion orthosympathique cervical inférieur ou ganglion stellaire. Puis ces axones orthosympathiques pré-ganglionnaires cheminent dans leur chaine ganglionnaire orthosympathique cervicale. Arrivés au ganglion orthosympathique cervical supérieur ils tissent des synapses avec les neurones de ce ganglion. La longueur de ces axones post ganglionnaires de ces neurones du ganglion cervical supérieur dépend des organes qu'ils innervent.   
Si l'on s'intéresse maintenant non plus à la longueur des axones mais à leur trajet proprement dit, la plus grande complexité du système sympathique apparait. En effet, au niveau du système parasympathique, l'axone du neurone pré-ganglionnaire fait synapse avec le neurone ganglionnaire (situé dans le ganglion, qui est monotype). En revanche, au niveau du système sympathique, l'axone du neurone pré-ganglionnaire a 3 trajets possibles :  
1. Il fait synapse avec le neurone ganglionnaire dans le premier ganglion qu'il atteint (toujours un ganglion de la chaîne para-vertébrale car cette dernière  communique, en la précédant, avec la chaîne pré-vertébrale) ;
2. Il fait synapse avec le neurone ganglionnaire dans un ganglion para-vertébral, situé à l'étage supérieur ou inférieur de son émergence ;
3. Il fait synapse avec le neurone ganglionnaire dans un ganglion pré-vertébral. Il traverse auparavant un ganglion para-vertébral, mais sans y faire une synapse.

Au sujet du système sympathique, les fibres entrant et sortant dans les ganglions para-vertébraux forment des rameaux communicants. Les nerfs entrants, formés les axones myélinisés des neurones ganglionnaires, forment ce que l'on appelle des rameaux communicants blancs. En effet, la myéline apparaît blanche, si l'on n'effectue aucune coloration particulière. Les nerfs sortants, formés par les axones amyéliniques des neurones ganglionnaires, forment ce que l'on nomme des rameaux communicants gris (sans myéline, ils apparaissent gris). Il n'y a pas de rameaux communicants dans le système parasympathique.

##### Divergence
Au niveau du système nerveux parasympathique :
- un neurone pré-ganglionnaire innerve quatre ou cinq neurones ganglionnaires ;
- un neurone ganglionnaire innerve un seul effecteur.

Au niveau du système nerveux sympathique :
- un neurone pré-ganglionnaire innerve environ une vingtaine de neurones ganglionnaires ;
- un neurone ganglionnaire innerve plusieurs effecteurs.

Cette différence de ramification des axones explique en partie les différences d'étendue des effets des systèmes sympathique et parasympathique.
Un tableau synthétise les différences entre les systèmes sympathique et parasympathique :
|                                        | système parasympathique | système sympathique |
| -------------------------------------- | --- | --- |
| Situation du neurone pré-ganglionnaire | Noyaux du tronc cérébral ; S2 à S4 | T1 à L2 |
| Types de ganglion                      | Un seul, près de l'effecteur ou dans celui-ci                                                                                                  | Deux : ganglions paravertébral et prévertébral, proches de la colonne vertébrale                                                                           |
| Étendue des ramifications              | - un axone pré-ganglionnaire fait synapse avec quelques neurones ganglionnaires - un axone ganglionnaire fait synapse avec un organe effecteur | - un axone pré-ganglionnaire fait synapse avec de nombreux neurones ganglionnaires - un axone ganglionnaire fait synapse avec plusieurs organes effecteurs |
| Distribution                           | Tête, viscères du tronc (thorax, abdomen, pelvis) ; quelques vaisseaux sanguins                                                                | Corps entier |

## Neurotransmetteurs et récepteurs
Le message nerveux transite entre les deux neurones sous forme électrique, sauf au niveau des synapses où il est véhiculé de manière chimique par les neurotransmetteurs.

### Au niveau de la synapse neurone pré-ganglionnaire -neurone ganglionnaire
Toutes les fibres pré-ganglionnaires, du système parasympathique et du système sympathique, sont cholinergiques, c'est-à-dire qu'elles vont libérer de l'acétylcholine (ACh) au niveau du ganglion (de la synapse). Les récepteurs au niveau de ces ganglions sont des récepteurs nicotiniques, ils sont dits nicotiniques car la nicotine est une substance qui va mimer l'action de l'ACh (c'est donc un agoniste). Une fois libérée dans la synapse, l'ACh sera dégradée très rapidement et aura donc une action courte.
Le neurotransmetteur utilisé pour les relais pré-ganglionnaires, au niveau du système parasympathique ou du système sympathique, est donc le même : l'acétylcholine. Elle agit sur des récepteurs nicotiniques, situés au niveau du ganglion. En revanche, les neurotransmetteurs des neurones ganglionnaires ne seront pas les mêmes si l'on se trouve au niveau du système parasympathique ou du système sympathique, et ils ne vont pas agir sur les mêmes récepteurs.

### Au niveau de la synapse neurone ganglionnaire-effecteur
Dans le cas du système parasympathique, les neurones ganglionnaires libèrent aussi de l'ACh, mais elle va agir cette fois-ci sur un autre type de récepteur qui sont les récepteurs muscariniques, situés au niveau de l'organe cible. Les récepteurs muscariniques ont deux types d'effets possibles : soit un effet inhibiteur (avec les potentiels postsynaptiques inhibiteurs), soit un effet excitateur (avec les potentiels postsynaptiques excitateurs).
 Au niveau du système sympathique, les neurones ganglionnaires vont libérer de la noradrénaline (et non de l'adrénaline) qui va agir sur des récepteurs adrénergiques. Ces généralités connaissent cependant deux exceptions : 
1. Au niveau des glandes sudoripares, où la transmission est cholinergique. L'ACh va agir sur des récepteurs muscariniques qui se trouvent au niveau des glandes sudoripares ;
2. Au niveau des glandes surrénales. Elles sont stimulées directement par les axones des neurones pré-ganglionnaires, qui sont donc cholinergiques. Les glandes surrénales possèdent des récepteurs nicotiniques. Ce sont les glandes surrénales elles-mêmes qui font office de ganglion. Quand elles sont stimulées, elles vont libérer de l'adrénaline (et non de la noradrénaline) dans le sang.

Pour résumer, quand le neurotransmetteur est l'Ach, le récepteur est nicotinique sur le neurone ganglionnaire, et le récepteur est muscarinique sur l'effecteur. Quand le neurotransmetteur est une catécholamine, ce qui est possible seulement entre le neurone ganglionnaire et l'effecteur, le récepteur est adrénergique.
C'est la fixation sur les récepteurs des organes cibles (muscariniques ou adrénergiques) des neurotransmetteurs qui va agir sur les différents organes cibles (vessie, poumon, œil… : cf. tableau).

## Effets sur différents organes
| Tissu cible      | Organe cible        | Effet de la stimulation sympathique                                                          | Effet de la stimulation parasympathique                                                        |
| ---------------- | ------------------- | -------------------------------------------------------------------------------------------- | ---------------------------------------------------------------------------------------------- |
| Muscle cardiaque | Cœur                | Augmentation de la fréquence et de la force de contraction                                   | Diminution de la fréquence, diminution de la force de contraction des atriums uniquement       |
| Muscle lisse     | Vaisseaux sanguins  | Constriction                                                                                 | Dilatation des vaisseaux péniens et clitoridiens                                               |
| Muscle lisse     | Poumons             | Dilatation des bronches                                                                      | Constriction des bronches, sécrétion de mucus                                                  |
| Muscle lisse     | Tube digestif       | Diminution de la motricité, contraction des sphincters, inhibition des sécrétions digestives | Augmentation de la motricité, relaxation des sphincters, stimulation des sécrétions digestives |
| Muscle lisse     | Vessie              | Relâchement                                                                                  | Contraction (évacuation)                                                                       |
| Muscle lisse     | Œil                 | Dilatation de la pupille (mydriase), accommodation pour la vision à distance                 | Contraction de la pupille (myosis), accommodation pour la vision de près                       |
| Muscle lisse     | Organes génitaux    | Orgasme, éjaculation                                                                         | Érection (à la suite de l'action sur les vaisseaux péniens et clitoridiens)                    |
| Glande           | Foie                | Glycogénolyse                                                                                | Pas d'effet                                                                                    |
| Glande           | Adipocytes          | Lipolyse                                                                                     | Pas d'effet                                                                                    |
| Glande           | Pancréas exocrine   | Inhibition de la sécrétion exocrine                                                          | Stimulation de la sécrétion exocrine                                                           |
| Glande           | Glandes sudoripares | Sécrétion de la plupart des glandes                                                          | Sécrétion de quelques glandes                                                                  |
| Glande           | Glandes salivaires  | sécrétion d'un faible volume de salive, riche en mucus                                       | Sécrétion d'un grand volume de salive, riche en enzymes                                        |
| Glande           | Médullosurrénale    | Sécrétion d'adrénaline et de noradrénaline                                                   | Pas d'effet                                                                                    |
| Glande           | Pancréas endocrine  | Inhibition de la sécrétion d'insuline, stimulation de la sécrétion de glucagon               | Stimulation de la sécrétion d'insuline et inhibition de la sécrétion de glucagon               |

## Différents rôles

### Description
Le système nerveux autonome contrôle les fonctions respiratoire, digestive et cardiovasculaire : il agit sur la motricité et les sécrétions viscérales, les glandes exocrines et endocrines et la vasomotricité. Son territoire moteur inclut donc l'ensemble des muscles lisses. 
- Le système sympathique est associé à la mobilisation de l'énergie en période de stress, il est dit ergotrope. Les effets sympathiques sont la dilatation des pupilles et des bronchioles, l'augmentation du rythme cardiaque et respiratoire et de la pression sanguine. L'action du système sympathique est permanente mais primordiale en situation d'urgence.

- Le système nerveux parasympathique est dit trophotrope (repos et digestion), il économise l'énergie et maintient les activités de base à leurs niveaux copilotes.

### Explications
Il s'agit ici d'éclairer non pas l'origine des effets, mais les différences dans la manière dont ils sont produits, comparativement entre les systèmes sympathique et parasympathique. 
Premièrement, dans le système sympathique, un neurone pré-ganglionnaire fait synapse avec plus de neurones ganglionnaires que dans le système parasympathique. De plus, au niveau du système sympathique, un neurone ganglionnaire innerve davantage d'effecteurs que dans le système parasympathique. Cette différence de divergence explique que le système sympathique sollicite plus l'organisme dans son ensemble que le système parasympathique.
Deuxièmement, en plus de cette explication macroscopique, par l'espace, de différences d'effet, il existe une explication microscopique, par la durée. En effet, alors que l'acétylcholine est rapidement dégradée, la noradrénaline reste longtemps dans la fente synaptique. D'où une stimulation plus prolongée des effecteurs par le système sympathique, encore amplifiée par la sécrétion sanguine de catécholamines effectuée par la médullosurrénale.

## Pathologies
Le dérèglement du système nerveux autonome entraîne une dystonie ou dysautonomie neurovégétative.